# Rangers W.F.C.
Rangers Women's Football Club er en skotsk kvindefodboldklub fra Glasgow, der spiller i den bedste skotske kvindelige fodboldrække Scottish Women's Premier League (SWPL 1). Klubben har konkurreret i UEFA Women's Cup og UEFA Women's Champions League. Klubben har også et reservehold og flere ungdomshold..
Klubben vandt for første gang Scottish Women's Premier League i 2022, med den danske landsholdsspiller Janni Arnth på holdkortet. De deltog også for første gang i kvalifikationsspillet til UEFA Women's Champions League 2021-22.
Rangers L.F.C. blev grundlagt i 2008, efter at have gået under navnet Paisley City Ladies F.C hidtil. Her blev de underlagt Rangers F.C.. Rangers havde fulgt eksemplet om at oprette kvindefodboldafdeling fra klubberne Celtic F.C., Hibernian F.C. og Aberdeen F.C..

## Meritter
- Scottish Women's Premier League
  - Vinder (1): 2022
  - Sølv: 2014
- Scottish Women's First Division
  - Vinder: 2009
- Scottish Cup[4]
  - Finalist: 2009, 2010

## Spillertruppen
Oversigten er opdateret til og med 31. maj 2022
| Nr. | Land       | Position | Spiller           |
| --- | ---------- | -------- | ----------------- |
| 1   | Skotland   | MM       | Jenna Fife        |
| 2   | Skotland   | FO       | Nicola Docherty   |
| 3   | Nordirland | FO       | Demi Vance        |
| 4   | Skotland   | FO       | Emma Brownlie     |
| 5   | Danmark    | FO       | Janni Arnth       |
| 6   | Holland    | MI       | Tessel Middag     |
| 7   | Skotland   | AN       | Brogan Hay        |
| 8   | Skotland   | MI       | Kirsten Reilly    |
| 9   | Skotland   | AN       | Zoe Ness          |
| 10  | Jamaica    | AN       | Kayla McCoy       |
| 11  | Nordirland | AN       | Megan Bell        |
| 12  | Skotland   | FO       | Rachel McLauchlan |
| 13  | Skotland   | AN       | Jane Ross         |

| Nr. | Land     | Position | Spiller              |
| --- | -------- | -------- | -------------------- |
| 15  | Skotland | AN       | Lizzie Arnot         |
| 18  | Skotland | MI       | Chelsea Cornet       |
| 19  | Skotland | MI       | Laura McCartney      |
| 21  | Skotland | AN       | Kirsty Howat-Thomson |
| 23  | Skotland | MI       | Kirsty Maclean       |
| 24  | Skotland | MI       | Sam Kerr             |
| 25  | Skotland | MM       | Megan Cunningham     |
| 26  | Skotland | AN       | Jodi McLeary         |
| 27  | Skotland | FO       | Brianna Westrup      |
| 29  | Irland   | MI       | Ciara Grant          |
| 31  | Jamaica  | FO       | Chantelle Swaby      |
| 32  | Skotland | MI       | Hannah Jordan        |
|     | Skotland | MM       | Chloe Nicolson       |